# Campionati francesi di triathlon
La Federazione francese di triathlon organizza dal 1985 i Campionati francesi di triathlon. Si disputano con cadenza annuale

## Albo d'oro

### Uomini
| Anno | Oro                   | Argento                  | Bronzo             |
| ---- | --------------------- | ------------------------ | ------------------ |
| 1985 | Georges Belaubre      |                          |                    |
| 1986 | Grégoire Millet       | Serge Lecrique           | Georges Belaubre   |
| 1987 | Philippe Méthion (2)  | Patrick Girard           | Michel Gavet       |
| 1988 | Patrick Girard        | Yves Lossouarn           | Christophe Hervieu |
| 1989 | Philippe Méthion (3)  | Patrick Girard           | Thierry Henri      |
| 1990 | Philippe Méthion (4)  | Patrick Girard           | Pascal Choisel     |
| 1991 | Philippe Méthion (5)  | Yves Cordier             | Patrick Girard     |
| 1992 | Philippe Méthion (6)  | Christophe Le Luherne    | Patrick Girard     |
| 1993 | Philippe Méthion (7)  | Philippe Fattori         | Olivier Marceau    |
| 1994 | Philippe Méthion (8)  | Olivier Marceau          | Sylvain Dafflon    |
| 1995 | Olivier Marceau       | Samuel Pierreclaud       | Carl Blasco        |
| 1996 | Philippe Fattori      | Jean-Christophe Guincard | Olivier Marceau    |
| 1997 | Stéphane Poulat       | Laurent Jeanselme        | Philippe Fattori   |
| 1998 | Stéphane Poulat (2)   | Sébastien Berlier        | Olivier Marceau    |
| 1999 | Sébastien Berlier     | Olivier Marceau          | Sylvain Dodet      |
| 2000 | Stéphan Bignet (2)    | Sylvain Dodet            | Samuel Pierreclaud |
| 2001 | Sylvain Dodet         | Stéphane Poulat          | Stéphan Bignet     |
| 2002 | Frédéric Belaubre     | Sylvain Dodet            | Carl Blasco        |
| 2003 | Frank Bignet          | Sylvain Dodet            | Olivier Marceau    |
| 2004 | Frédéric Belaubre (2) | Stéphane Poulat          | Sylvain Dodet      |
| 2005 | Sylvain Dodet (2)     | Cédric Fleureton         | Frank Bignet       |
| 2006 | Frédéric Belaubre (3) | Stéphane Poulat          | Stéphan Bignet     |
| 2007 | Frédéric Belaubre (4) | David Hauss              | Stéphane Poulat    |
| 2008 | Yohann Vincent        | Nicolas Becker           | Sylvain Sudrie     |
| 2009 | Laurent Vidal         | Tony Moulai              | Gregory Rouault    |
| 2010 | Frédéric Belaubre (5) | Vincent Luis             | Sylvain Sudrie     |
| 2011 | Laurent Vidal (2)     | Aurélien Lescure         | Pierre Le Corre    |
| 2012 | Laurent Vidal (3)     | Tony Moulai              | Gregory Rouault    |
| 2013 | Vincent Luis          | Pierre Le Corre          | Aurélien Raphaël   |
| 2014 | Pierre Le Corre       | David Hauss              | Vincent Luis       |
| 2015 | Pierre Le Corre (2)   | Vincent Luis             | Tom Richard        |
| 2016 | Anthony Pujades       | Pierre Le Corre          | Aurélien Raphaël   |
| 2017 | Dorian Coninx         | Pierre Le Corre          | Aurélien Raphaël   |
| 2018 | Vincent Luis (2)      | Dorian Coninx            | Aurélien Raphaël   |
| 2019 | Aurélien Raphaël      | Jeremy Quindos           | Louis Vitiello     |
| 2020 | Léo Bergère           | Pierre Le Corre          | Tom Richard        |

### Donne
| Anno | Oro                            | Argento                  | Bronzo              |
| ---- | ------------------------------ | ------------------------ | ------------------- |
| 1985 | Odile Lagarde                  | Chantal Malherbe         | Valérie Bayle       |
| 1986 | Chantal Malherbe               | Anne-Marie Rouchon       | Lydie Reuzé         |
| 1987 | Chantal Malherbe (2)           | Anne-Marie Rouchon       | Élisabeth Poncelet  |
| 1988 | Sylvie Muguet                  | Anne-Marie Rouchon       | Sophie Delemer      |
| 1989 | Anne-Marie Rouchon             | Catherine Jay            | Sophie Delemer      |
| 1990 | Isabelle Mouthon-Michellys     | Sylvie Muguet            | Béatrice Mouthon    |
| 1991 | Isabelle Mouthon-Michellys (2) | Béatrice Mouthon         | Anne-Marie Rouchon  |
| 1992 | Isabelle Mouthon-Michellys (3) | Anne-Marie Rouchon       | Béatrice Mouthon    |
| 1993 | Isabelle Mouthon-Michellys (4) | Lydie Reuzé              | Sophie Delemer      |
| 1994 | Lydie Reuzé (2)                | Anne-Marie Rouchon       | Véronique Chastel   |
| 1995 | Lydie Reuzé (3)                | Hélène Salomon           | Béatrice Mouthon    |
| 1996 | Sophie Delemer (2)             | Magali Robin             | Béatrice Mouthon    |
| 1997 | Isabelle Mouthon-Michellys (6) | Christine Hocq           | Sophie Delemer      |
| 1998 | Isabelle Mouthon-Michellys (7) | Béatrice Mouthon         | Christine Hocq      |
| 1999 | Isabelle Mouthon-Michellys (8) | Sophie Delemer           | Christine Hocq      |
| 2000 | Isabelle Mouthon-Michellys (9) | Christine Hocq           | Nathalie Daumas     |
| 2001 | Nathalie Daumas                | Christine Hocq           | Sophie Delemer      |
| 2002 | Delphine Pelletier             | Stéphanie Gros           | Carole Péon         |
| 2003 | Delphine Pelletier(2)          | Marion Lorblanchet       | Jessica Harrison    |
| 2004 | Virginie Jouve                 | Camille Cierpik          | Delphine Pelletier  |
| 2005 | Virginie Jouve (2)             | Camille Cierpik          | Delphine Py         |
| 2006 | Carole Péon                    | Marion Lorblanchet       | Delphine Pelletier  |
| 2007 | Marion Lorblanchet             | Charlotte Morel          | Delphine Pelletier  |
| 2008 | Delphine Pelletier(3)          | Jeanne Collonge          | Julie Gigault       |
| 2009 | Jessica Harrison               | Carole Péon              | Charlotte Morel     |
| 2010 | Jessica Harrison (2)           | Carole Péon              | Charlotte Morel     |
| 2011 | Jessica Harrison (3)           | Charlotte Morel          | Emmie Charayron     |
| 2012 | Jessica Harrison (4)           | Anne Tabarant            | Charlotte Morel     |
| 2013 | Jessica Harrison (5)           | Emmie Charayron          | Léonie Périault     |
| 2014 | Cassandre Beaugrand (1)        | Alexandra Cassan-Ferrier | Anne Tabarant       |
| 2015 | Emmie Charayron                | Léonie Périault          | Cassandre Beaugrand |
| 2016 | Emmie Charayron (2)            | Léonie Périault          | Justine Guérard     |
| 2017 | Cassandre Beaugrand (2)        | Léonie Périault          | Émilie Morier       |
| 2018 | Cassandre Beaugrand (3)        | Léonie Périault          | Emmie Charayron     |
| 2019 | Emmie Charayron (3)            | Sandra Dodet             | Léa Coninx          |
| 2020 | Léonie Périault                | Léa Coninx               | Mathilde Gautier    |

## Edizioni
| Anno | Sede                 |
| ---- | -------------------- |
| 1985 | La Grande-Motte      |
| 1986 |                      |
| 1987 |                      |
| 1988 |                      |
| 1989 |                      |
| 1990 | Mâcon                |
| 1991 | Versailles           |
| 1992 | Tolosa               |
| 1993 | Mur-de-Barrez        |
| 1994 | Quimper              |
| 1995 | Mauzac               |
| 1996 | Bessines             |
| 1997 | Larmor-Plage         |
| 1998 | Mulhouse             |
| 1999 | Lac de Vassivière    |
| 2000 | Lac de Vassivière    |
| 2001 | Lac de Vassivière    |
| 2002 | Autun                |
| 2003 | Autun                |
| 2004 | Charleville-Mézières |
| 2005 | Charleville-Mézières |
| 2006 | Rennes               |
| 2007 | Charleville-Mézières |
| 2008 | Belfort              |
| 2009 | Belfort              |
| 2010 | Charleville-Mézières |
| 2011 | Villiers-sur-Loir    |
| 2012 | Saint-Cyr            |
| 2013 | Nizza                |
| 2014 | Nizza                |
| 2015 | Nizza                |
| 2016 | Dunkerque            |
| 2017 | Quiberon             |
| 2018 | Gray                 |
| 2019 | Metz                 |
| 2020 | Montceau-les-Mines   |